# Orlando Ortega (cestista)
Orlando Omar Ortega (3 ottobre 1981) è un cestista panamense.

## Carriera
Con Panama ha disputato i Campionati americani del 2009.